# Francis of Assisi
Francis of Assisi (bra: São Francisco de Assis; prt: Francisco de Assis) é um filme estadunidense de 1961, do gênero drama biográfico, dirigido por Michael Curtiz, com roteiro baseado no livro The Joyful Beggar, de Louis de Wohl.
A atriz Dolores Hart, que interpreta Santa Clara, entrou para um convento depois de fazer esse filme.

## Sinopse
Biografia de Francesco Bernardone, de Assis, que fundou a Ordem dos Franciscanos no século 13 e foi mais tarde canonizado pela Igreja Católica.

## Elenco
- Bradford Dillman .... Francesco Bernardone
- Dolores Hart .... Clara
- Stuart Whitman .... conde Paolo de Vandria
- Cecil Kellaway .... cardeal Hugolino
- Eduard Franz ..... Pietro Bernardone
- Athene Seyler .... tia Buona
- Finlay Currie .... o papa
- Mervyn Johns .... frei Juniper
- Russell Napier .... irmão Elias
- John Welsh .... Cattanei
- Harold Goldblatt .... Bernardo
- Edith Sharpe .... donna Pica
- Jack Lambert .... Scefi
- Oliver Johnston .... frei Livoni
- Malcolm Keen .... bispo Guido
- Pedro Armendáriz .... o sultão
- Jack Savage (não creditado)